# 日本ギア工業
日本ギア工業株式会社（にっぽんギアこうぎょう、英文社名:NIPPON GEAR CO.,LTD.）は、歯車・減速機を祖業とし、主に原子力発電所、火力発電所、上下水道設備、石油化学プラント、船舶向け等にバルブ開閉装置（アクチュエータ）を収めているメーカーである。他にもスクリュージャッキ、ミキサー、増速機、タービンターニング装置等を製造販売している。株式会社成和の子会社である。

## 主力製品・事業
- バルブアクチュエータ／リミトルク
- ジャッキ
- 歯車装置
- 歯車
- 通信・制御・検出用機器

## 主要事業所
- 本社 - 東京都港区西新橋1丁目7番14号 京阪神虎ノ門ビル2階
- 藤沢工場 - 神奈川県藤沢市桐原町7番地
- 大阪支店 - 大阪府吹田市江の木町26-30
- 営業所 - 札幌、名古屋、広島、福岡
- 事業所 - 柏崎、金沢、福島、若狭、浜岡出張所

原子力発電所の隣接地に事業所を設置。充実したメンテナンスサービス網。24時間体制、約130人配備。（2006.05.23開示 決算説明会 資料より）

## 沿革
- 1923年 - 米国ビュイックで実習を受けた晴山直吉が帰朝して晴山自動車機械工場を創立[注釈 1]。
- 1938年 - 晴山自動車機械工場が株式会社化され、晴山自動車工業株式会社となる。
- 1954年 - 現社名に変更。
- 1959年 - 後に親会社となる株式会社成和が創業。
- 1961年 - 東京証券取引所、大阪証券取引所各2部上場。
- 1980年 - リミトルク、米国規格IEEE382の原子力関連検証試験に合格。
- 1993年 - 福島県双葉郡楢葉町にリミトルク福島サービスセンターを開設。
- 2001年 - 日本原子力発電株式会社と共同開発した電動弁診断装置「MOVDAS」の販売開始。
- 2002年 - 災害救助用ジャッキ「ガレキング」がグッドデザイン賞を受賞。
- 2002年 - 子会社である株式会社ニチギ・エンジニアリング及び株式会社ギアシステムズを吸収合併。
- 2005年 - 米国原子力発電所にトルクセンサーを納入。
- 2010年 - 株式会社成和が株式20.38%取得。株式会社成和の「その他の関係会社」となる。
- 2013年 - 業績の低迷により、一時帰休を実施。災害救助用ジャッキ「ガレキング」の販売を終了する。
- 2014年10月 - 2015年2月 - 大株主である株式会社成和との間で経営改革を巡る攻防が繰り広げられた（詳細は経営権を巡る攻防を参照）。
- 2015年2月 - 株式会社成和の子会社となる。
- 2019年6月 - 東京証券取引所1部へ市場変更。

## 経営権を巡る攻防
上場企業において敵対的買収が成功した数少ない例の一つである。原子力発電所向け製品を事業の中核とする原発依存企業であり、東日本大震災以降業績が低迷したことから、大株主である株式会社成和が経営改革を求めて経営権の掌握を図った。
- 2014年4月頃 - 株式会社ストレッチの丸本桂三による株式の買収が始まったことが、大量保有報告書により明らかになった。
- 2014年6月20日 - 株式会社成和の株式保有比率が33.3%になったことが、第112期有価証券報告書により明らかになった。
- 2014年9月24日 - 会社側から11月20日に臨時株主総会の開催を告示。議案については後日告示することを発表。
- 2014年10月1日 - 臨時株主総会の議案として、新たに社外取締役として寺田治夫、丸本桂三の2名を選任することを発表。
- 2014年10月7日 - 取締役の小倉達朗が10月3日付で辞任したことを発表。
- 2014年10月20日 - 臨時株主総会について、経営陣と選任者の間でコーポレート・ガバナンスに対する意見の隔たりが大きいとして議案の撤回および開催中止を発表。
- 2014年11月28日 - 株式会社成和、寺田治夫、丸本桂三の3名が臨時株主総会の招集請求を行い、取締役3名（寺田治夫、丸本桂三、林秀樹）の選任の件および取締役2名（代表取締役 勝村哲、取締役 加賀田伊作）の解任の件という議案を提示した。解任請求の理由は「厳しい経営環境を直視せず、経営改革に消極的であるため」とされた。株価が年初来最高値1,440円を記録（2014年2月6日は312円）。
- 2014年12月12日 - 臨時取締役会において、臨時株主総会の招集手続きをとる旨の決議を否決したと発表。これを受けて申立人3名が横浜地方裁判所に株主総会招集許可申立書の送達を行ったことを発表。
- 2014年12月29日 - 横浜地方裁判所から臨時株主総会招集決定通知書を受領したことを発表。
- 2015年1月5日 - 株式会社成和、寺田治夫、丸本桂三の3名の株式保有比率が50.01％になったことが大量保有報告書により明らかになった。
- 2015年1月13日 - 株主である株式会社成和、寺田治夫、丸本桂三が、臨時株主総会に招集手続及び決議の方法を調査させるため、横浜地方裁判所に総会検査役選任の申立てを行い受理された旨を開示。
- 2015年1月14日 - 横浜地方裁判所より、臨時株主総会に招集手続及び決議の方法を調査させるため検査役を選任する旨の決定を受領した。
- 2015年1月28日 - 常勤監査役の中善寺昭雄が1月23日付、社外監査役の森信人が1月24日付で辞任したことを発表。
- 2015年2月3日 - 社外監査役の原田肇が2月18日付で辞任することを発表。
- 2015年2月18日 - 代表取締役社長の勝村哲、取締役常務の伊藤政夫、取締役の鈴木雄三の3名と執行役員4名が、選任予定取締役との経営方針相違のため2月18日付で辞任すると発表。
- 2015年2月19日 - 臨時株主総会が開催され、取締役3名の選任の件および取締役2名の解任の件の2議案が承認・可決された。これにより、最後まで残っていた取締役の加賀田伊作が解任され、現経営陣が一掃された。新たに代表取締役社長兼CEOに丸本桂三、代表取締役COOに寺田治夫、取締役CFOに林秀樹が就任すると発表。株式会社成和が経営権を掌握し、日本ギア工業は株式会社成和の子会社となった。

M&A#日本における敵対的買収も参照。

## 原発への傾倒加速
会社四季報の2010年新春号に「原発向けアクチュエータや好採算のメンテ工事が増勢」「11年3月期は歯車は低調だが新設原発向けで上乗せ」「原発向けアクチュエーターの60年間品質保証規格取得に向け米国で実証試験開始」「新設のJ-POWER大間原発向け受注は11年3月期後半から本格化メド」と会社四季報の紹介コメントも原発一色であった。

## 原発依存
会社四季報の2014年秋号では「原発事故前の電力依存7割」「主顧客の電力向けが原発事故以来低迷。好採算の工事が減少し連続営業減益」「営業外の休業助成金なくなる」と紹介されたが、「川内原発の再稼働を待つ」とも紹介されるなど原発事故後の業績に対する危機感が希薄で経営体質も旧態依然の状態であった。これが成和が敵対的買収を決断した要因の一つとなっている。

## 新経営陣によるアグレッシブ経営への革命宣言(放漫経営との決別）
会社四季報の2015年春号に「経営陣総入れ替え。待ちの営業を一新、無借金化など推進。」と今後、原発に胡坐をかいていた過去の放漫経営を止め大胆に改革を行っていく旨を紹介される。

## 株主優待制度について
2017年9月30日現在保有の株主から株主優待制度を始め、2019年9月30日現在保有株主への贈呈を以て廃止した。東証1部指定替えの策と批判される。
- 2017年7月31日 - 株主優待制度導入を発表。毎年3月31日、9月30日に100株以上保有の株主にQUOカード1,000円分を贈呈。
- 2018年8月31日 - 株主優待制度変更を発表。対象株主の保有株式数を100株以上から200株以上に変更。
- 2019年6月19日 - 東京証券取引所市場二部から一部へ銘柄指定を発表。株主優待制度の廃止を発表。2019年9月30日時点の保有株主への贈呈をもって廃止。